# Zhou Qingjun
Zhou Qingjun (28 de junio de 1943-Taipéi, 16 de junio de 2021) fue un activista social de Taiwán. Fue presidente de la Asociación Patriótica China, presidente del Partido Progresista Democrático Chino y uno de los empresarios taiwaneses que invierten en agricultura y pesca en China continental. Mantenía estrechos intercambios con funcionarios clave del Departamento de Trabajo del Frente Unido de China.

## Biografía
El origen de Zhou Qingjun es desconocido. Zhou primero pasó de contrabando desde la provincia de Guangdong de la República Popular de China a Hong Kong británico en la década de 1970, y luego se estableció en Taiwán y finalmente se convirtió en ciudadano de la República de China. 
A Zhou le gustaba la política, pero su suerte no es buena. Información documentada e información pública que la Comisión Electoral Central: Zhou ha participado en las elecciones parlamentarias de 1985 en el área de Hong Kong, y en 1995 en las elecciones legislativas de la República de China.
En septiembre de 1982, la primera ministra británica Margaret Thatcher, visitó China y mantuvo conversaciones con líderes chinos sobre el futuro de Hong Kong. Al transitar por Hong Kong, Zhou Qingjun y otros 13 estudiantes universitarios fueron al aeropuerto para protestar contra los tratados desiguales y la legalidad del gobierno británico de Hong Kong.
Zhou murió en Taipéi el 16 de junio de 2021, a los 77 años, por COVID-19.